# Gouvernement Kostov (Bulgarie)
Pour les articles homonymes, voir Gouvernement Kostov.
 (août 2023).
Si vous disposez d'ouvrages ou d'articles de référence ou si vous connaissez des sites web de qualité traitant du thème abordé ici, merci de compléter l'article en donnant les références utiles à sa vérifiabilité et en les liant à la section « Notes et références ».
République de Bulgarie
Sofiyanski Sakskobourggotski
Le gouvernement Kostov (en bulgare : Правителство на Иван Костов) est le gouvernement de la république de Bulgarie entre le 21 mai 1997 et le 24 juillet 2001, durant la trente-huitième législature de l'Assemblée nationale.

## Coalition et historique
Dirigé par le nouveau Premier ministre conservateur Ivan Kostov, ce gouvernement est constitué et soutenu par la coalition des Forces démocratiques unies (ODS), composée de l'Union des forces démocratiques (SDS), du Parti démocrate (DP) et de l'Union nationale agraire bulgare (BZNS). Ensemble, ils disposent de 137 députés sur 240, soit 57,1 % des sièges de l'Assemblée nationale.
Il est formé à la suite des élections législatives anticipées du 19 avril 1997.
Il succède donc au 83e gouvernement, dirigé par le conservateur Stefan Sofiyanski et composé de membres des SDS et d'indépendants, chargé de gérer les affaires courantes d'ici aux élections.

### Formation
Au cours du scrutin, les ODS remportent une nette majorité absolue tandis que le Parti socialiste bulgare (BSP), qui avait remporté les élections de 1994, est sèchement renvoyé dans l'opposition. Kostov constitue alors un cabinet de seize ministres, dont trois femmes et deux indépendants.
Il orchestre le 21 décembre 1999 un très important remaniement ministériel, qui voit l'arrivée de neuf nouveaux ministres dont sept indépendants, à la suite d'un rapport des services secrets concernant des menaces pensant sur la sécurité nationale.

### Succession
Après les élections législatives du 17 juin 2001, remportées par le Mouvement national Siméon II (NDSV), le libéral Simeon Sakskoburggotski forme son gouvernement en coalition avec le Mouvement des droits et des libertés (DPS).

## Composition

### Initiale (21 mai 1997)
| Fonction                                                                        | Titulaire | Titulaire           | Parti |
| ------------------------------------------------------------------------------- | --------- | ------------------- | ----- |
| Premier ministre                                                                |           | Ivan Kostov         | SDS   |
| Vice-Premier ministre Ministre de l'Éducation et de la Science                  |           | Vesselin Metodiev   | DP    |
| Vice-Premier ministre Ministre de l'Industrie                                   |           | Aleksandar Bojkov   | SDS   |
| Vice-Premier ministre Ministre du Développement régional et des Travaux publics |           | Evgueniy Bakardjiev | SDS   |
| Ministre des Affaires étrangères                                                |           | Nadejda Mikhaïlova  | SDS   |
| Ministre de l'Intérieur                                                         |           | Bogomil Bonev       | SDS   |
| Ministre des Finances                                                           |           | Mouraveï Radev      | SDS   |
| Ministre de la Justice et de l'Intégration européenne                           |           | Vassil Gotsev       | DP    |
| Ministre de la Défense                                                          |           | Gueorgui Ananiev    | SDS   |
| Ministre du Travail et de la Politique sociale                                  |           | Ivan Neïkov         | SDS   |
| Ministre de l'Agriculture, des Forêts et de la Réforme agraire                  |           | Ventsislav Barbanov | BZNS  |
| Ministre des Transports                                                         |           | Vilkhelm Kraouss    | SDS   |
| Ministre des Administrations publiques                                          |           | Mario Tagarinski    | SDS   |
| Ministre de l'Environnement et des Eaux                                         |           | Evdokia Maneva      | SDS   |
| Ministre de la Santé                                                            |           | Petar Boyadjiev     | Sans  |
| Ministre de la Culture                                                          |           | Emma Moskova        | Sans  |
| Ministre du Commerce et du Tourisme                                             |           | Valentin Vassilev   | SDS   |

### Remaniement du 21 décembre 1999
- Les nouveaux ministres sont indiqués en gras, ceux ayant changé d'attributions en italique.

| Fonction                                                  | Titulaire | Titulaire              | Parti |
| --------------------------------------------------------- | --------- | ---------------------- | ----- |
| Premier ministre Ministre des Administrations publiques   |           | Ivan Kostov            | SDS   |
| Vice-Premier ministre Ministre de l'Économie              |           | Petar Jotev            | Sans  |
| Ministre des Affaires étrangères                          |           | Nadejda Mikhaïlova     | SDS   |
| Ministre de l'Éducation et de la Science                  |           | Dimitar Dimitrov       | DP    |
| Ministre de l'Intérieur                                   |           | Emanouil Yordanov      | Sans  |
| Ministre des Finances                                     |           | Mouraveï Radev         | SDS   |
| Ministre de la Justice                                    |           | Teodossiy Simeonov     | Sans  |
| Ministre de la Défense                                    |           | Boïko Noev             | Sans  |
| Ministre du Travail et de la Politique sociale            |           | Ivan Neïkov            | SDS   |
| Ministre de l'Agriculture et des Forêts                   |           | Ventsislav Barbanov    | BZNS  |
| Ministre du Développement régional et des Travaux publics |           | Evgueni Chachev        | Sans  |
| Ministre des Transports et des Communications             |           | Antoni Slavinski       | Sans  |
| Ministre de l'Environnement et des Eaux                   |           | Evdokia Maneva         | SDS   |
| Ministre de la Santé                                      |           | Ilko Semerdjiev        | Sans  |
| Ministre de la Culture                                    |           | Emma Moskova           | Sans  |
| Ministre sans portefeuille                                |           | Aleksandar Pramatarski | DP    |